# سيدني لومان
سيدني لومان (بالألمانية: Sydney Lohmann) هي لاعبة كرة قدم ألمانية، ولدت في 19 يونيو 2000 في باد هونيف في ألمانيا. لعبت مع بايرن ميونخ.

## وصلات خارجية
- سيدني لومان على موقع الاتحاد الأوربي (الإنجليزية)
- سيدني لومان على موقع قاعدة بيانات كرة القدم.إي يو (الإنجليزية)
- سيدني لومان على موقع بيانات كرة القدم. دي إي (الألمانية)
- سيدني لومان على موقع Soccerway.com (الإنجليزية)
- سيدني لومان على موقع عالم كرة القدم.نت (الإنجليزية)
- سيدني لومان على موقع اللجنة الأولمبية الدولية (الإنجليزية)